# 5th Dragoon Guards

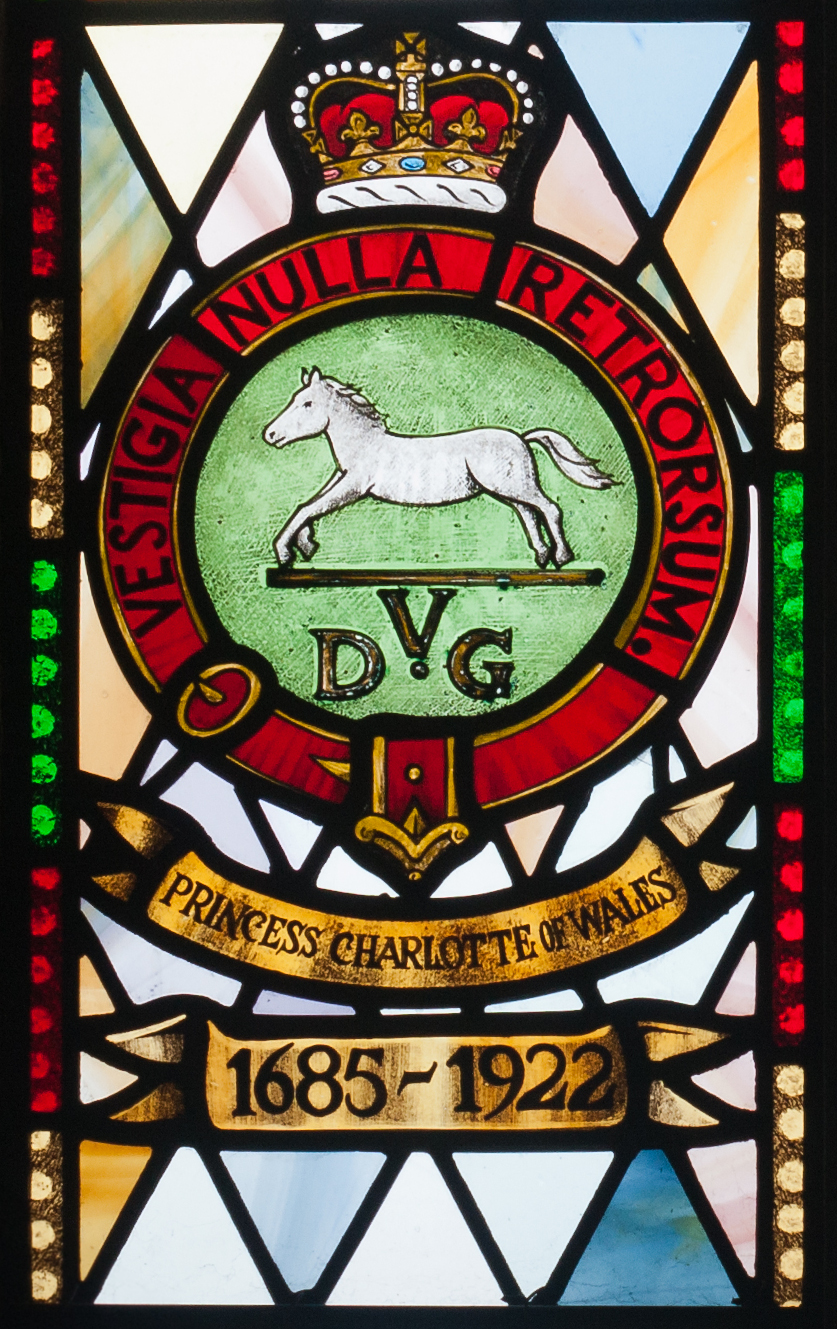
Regimentsabzeichen der 5th Dragoon Guards in einem Fenster der St-Macartin-Kathedrale von Enniskillen

Die 5th (Princess Charlotte of Wales’s) Dragoon Guards waren ein Kavallerieregiment der britischen Armee, das von 1685 bis 1922 bestand.

## Geschichte

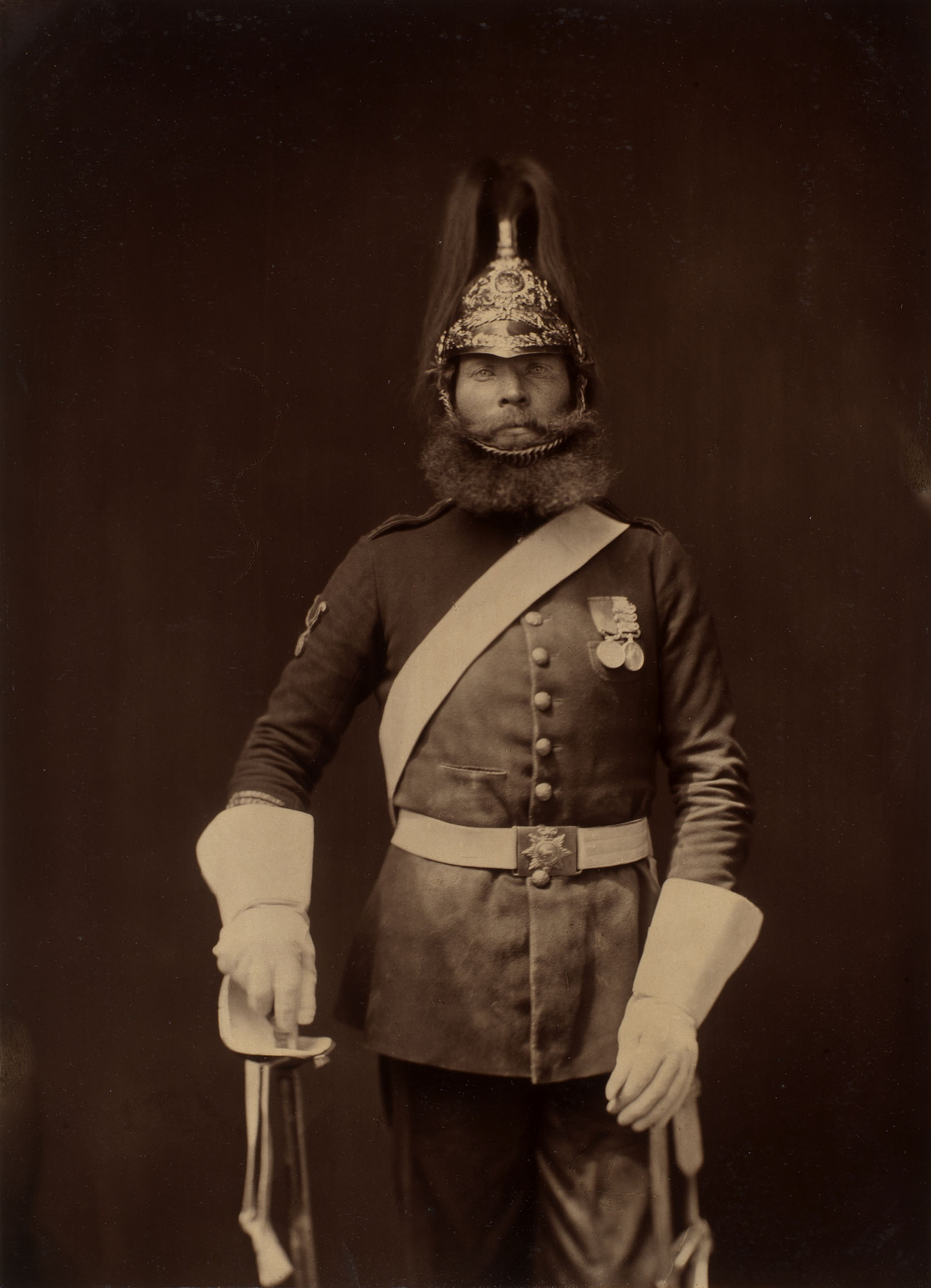
Soldat der 5th Dragoon Guards, 1856

1685 wurden mehrere Troops Kavallerie aufgestellt, um König Jakob II. gegen die Monmouth Rebellion zu verteidigen. Später im selben Jahr wurden am 29. Juli 1685 sechs dieser Troops, die in Lichfield, Kingston-on-Thames, Chester, Bridgnorth, Bristol, und Winchester rekrutiert worden waren, zu einem einzigen Kavallerieregiment zusammengelegt. Wie damals üblich wurde das Regiment bis 1751 nach seinem jeweiligen Colonel genannt und hieß entsprechend zunächst nach Charles Talbot, 12. Earl of Shrewsbury Earl of Shrewsbury’s Regiment of Horse. Das Regiment erhielt zunächst den protokollarischen Rang des 7th Regiment of Horse und stieg nach Auflösung des bisherigen 5th Regiment (Princess Anne of Denmark’s Regiment of Horse; 1685–1690) 1690 zum 6th Regiment of Horse auf. Am 25. Dezember 1746 wurde das Regiment vom englischen zum irischen Heer versetzt und dort nach dem 1st Regiment of Horse als 2nd Regiment of Horse eingestuft, während vier der höherrangigen Regiments of Horse zu Royal Horse Guards bzw. Regiments of Dragoon Guards umklassifiert worden waren. Als am 1. Juli 1751 eine einheitliche Nummerierung der britischen Regimenter eingeführt wurde, wurde 2nd Regiment of Horse der offizielle Name des Regiments. Am 1. April 1788 wurde das Regiment vom irischen Heer zum britischen Heer versetzt und ebenfalls (unter Kürzung des Soldes) zu einem Regiments of Dragoon Guards umklassifiert und zu 5th Regiment of Dragoon Guards umbenannt. 1804 wurde der Regimentsname zu Ehren der Prinzessin Charlotte of Wales zu 5th (the Princess Charlotte of Wales’s) Regiment of Dragoon Guards erweitert und die offizielle Schreibweise um 1823 zu 5th (Princess Charlotte of Wales’s) Dragoon Guards gekürzt.
Am 1. Januar 1921 wurde der amtliche Regimentsname zu 5th Dragoon Guards (Princess Charlotte of Wales’s) geändert und am 17. Oktober 1922 das Regiment mit den Inniskillings (6th Dragoons) zu den 5th/6th Dragoons verschmolzen, die 1927 zu 5th Inniskilling Dragoon Guards und 1935 zu 5th Royal Inniskilling Dragoon Guards umbenannt wurden. Dieses Regiment wurde 1992 mit den 4th/7th Royal Dragoon Guards zu den Royal Dragoon Guards verschmolzen, die die Tradition der 5th Dragoon Guards bis heute weiterführen.

## Colonels
Colonel-in-Chief des Regiments war:
- 1915–1935: König Albert I. von Belgien

Colonel of the Regiment waren:
- 1685–1688: Colonel Charles Talbot, 12. Earl of Shrewsbury
- 1687: Colonel Marmaduke Langdale, 2. Baron Langdale
- 1687–1688: Major-General Richard Hamilton
- 1688–1697: Colonel John Coy
- 1697–1703: Lieutenant-General Charles Butler, 1. Earl of Arran
- 1703–1712: General William Cadogan, 1. Earl Cadogan
- 1712–1717: Lieutenant-General George Kellum
- 1717–1740: Lieutenant-General Robert Napier
- 1740–1744: Lieutenant-General Clement Neville
- 1744–1745: Field Marshal Richard Temple, 1. Viscount Cobham
- 1745–1747: Lieutenant-General Thomas Wentworth
- 1747–1758: Lieutenant-General Thomas Bligh
- 1758–1760: General John Waldegrave, 3. Earl Waldegrave
- 1760–1789: General Hon. John Fitzwilliam
- 1789–1790: Lieutenant-General John Douglas
- 1790–1816: General Thomas Bland
- 1816–1831: Field Marshal Prinz Leopold von Sachsen-Coburg-Saalfeld
- 1831–1859: General Sir John Slade, 1. Baronet
- 1859–1860: Lieutenant-General James Brudenell, 7. Earl of Cardigan
- 1860–1871: General Hon. Sir James Yorke Scarlett
- 1871–1885: General Richard Parker
- 1885–1892: General Sir Thomas McMahon, 3. Baronet
- 1892–1912: Lieutenant-General Somerset Gough-Calthorpe, 7. Baron Calthorpe
- 1912: Major-General Richard Temple Godman
- 1912–1920: Major-General William Edward Marsland
- 1920–1922: Lieutenant-General Sir George Tom Molesworth Bridges

## Battle Honours
Dem Regiment wurden folgende Battle Honours verliehen (englische Originalbezeichnungen):
- Blenheim
- Ramillies
- Oudenarde
- Malplaquet
- Beaumont
- Salamanca
- Vittoria
- Toulouse
- Peninsula
- Balaclava
- Sevastopol
- Defence of Ladysmith
- South Africa 1899–1902
- Mons
- Le Cateau
- Retreat from Mons
- Marne 1914
- Aisne 1914
- La Bassée 1914
- Messines 1914
- Armentières 1914
- Ypres 1914
- Frezenberg
- Bellewaarde
- Somme 1916
- Somme 1918
- Flers-Courcelette
- Arras 1917
- Scarpe 1917
- Cambrai 1917
- Cambrai 1918
- St. Quentin
- Rosières
- Amiens
- Albert 1918
- Hindenburg Line
- St. Quentin Canal
- Beaurevoir
- Pursuit to Mons
- France and Flanders 1914–18